# 賈淇
賈淇（1524年—？），字希武，號近皋，河南河南府嵩縣人，民籍，明朝政治人物。

## 生平
嘉靖三十七年（1558年）戊午科河南鄉試第七十三名。嘉靖三十八年（1559年），登己未科会试第一百十三名，三甲第一百七十七名進士。初授涞水县知县，四十一年调任浙江鄞县知县，四十四年擢升户部主事，升郎中。明穆宗隆慶年間，累官直隸保定府（今河北省保定市）知府。隆慶五年（1571年）正月升为辽东行太仆寺少卿。

## 家族
曾祖賈睿；祖父賈宗；父賈錫，母王氏。具庆下。兄濂、渔。弟沐、澄、洛、渭。